# Balogh László (helytartó-tanácsos)
Gróf nebojszai és galánthai Balogh László (? – 1787) a magyar királyi Helytartótanács tanácsosa, ugyanott a kancellária igazgatója, országos rendes levéltárnok, a királyi pénztár perceptora, a vajkai és érsekléli nemesi székek palatinusa - a Szent István-rend kiskeresztes lovagja, földbirtokos.

## Élete
Az előkelő köznemesi nebojszai és galánthai Balogh családnak a sarja. Apja nebojszai Balogh János, Pozsony vármegye alispánja, királyi táblai ülnök, anyja piczneri Schlossberg Krisztina volt. Az apai nagyszülei nebojszai Balogh István (fl. 1698), földbirtokos és fajszi Ányos Éva (fl. 1700) voltak.
Balogh László tudása és ügybuzgalma következtében nagy karriert futott be: 1740-ben a pozsonyi ítélőtábla ülnöke, 1741-ben özvegy herceg Esterházy Mihályné képviselője az országgyűlésen, majd utána Pozsony megyében szolgabíró és a vajkai széki egyházi nemesek alispánja. Ezután négy évig Pozsony megye főjegyzője. Ez alatt az idő alatt nagy szorgalommal rendezte Pozsony megye levéltárát. Ezután Pozsony megye alispánjává választotta. Az 1751. évi országgyűlésen gróf Daun és gróf Stahrenberg tábornok követe.
Helytartótanácsi szolgálatát 1754-ben helytartótanácsi titkárrá történt kinevezésével kezdte el, közben három éven keresztül a helyettes tárnokmesteri tisztséget is betöltötte. 1757-ben helytartótanácsi tanácsossá léptetik elő, egyben a Helytartótanács helyettes irodaigazgatója, majd Barinay Lászlónak 1762-ben bekövetkezett halála után a Helytartótanács irodaigazgatójává nyert kinevezést. Mindezen tisztségei mellett Barinay László halála óta a nádor megbízásából nagy gyakorlattal irányította az Archívum Regnivel kapcsolatosan reábízott munkákat. Ezért a nádor mindezen tisztségein felül az Archívum Regni Ordinarius archivariusává nevezte ki, és egyben megbízta a Cassa Regni perceptorságával is. Kiváló közszolgálati érdemeiért a Szent István-rend lovagkeresztjével tüntették ki. 1772. augusztus 18.-a és 1779. június 23.-a között Zala vármegye főispáni helyettese volt. A vajkai és érsekiéli egyházi nemesek székének két ízben töltötte be főispáni és palatinusi tisztét, szervezetüket a megyék szervezetéhez hasonlóan szabályozta. Ennek a mozgalmas és törekvő életnek a kor szokása szerinti egyik külső betetőzése volt az, hogy Mária Terézia magyar királynő Bécsben, 1773. június 7-én kelt diplomájával magyar grófi rangra emelte őt. Fiai viszonylag fiatalon hunytak el leszármazottak nélkül és így a galánthai Balogh család grófi ága kihalt.

## Házassága és leszármazottjai
Felesége az jómódú dunántúli nemesi származású pribéri Jankovich Julianna asszony, akitől több gyermeke született:
- gróf Balogh Károly József János Nepomuk Flórián (Galánta, 1740. május 5.–?)[6]
- gróf Balogh Sándor János Nepomuk Ferenc Ignác (Galánta, 1741. április 14.–?)[7]
- gróf Balogh Anna Mária Krisztina (Galánta, 1742. május 21.–?)[8]
- Balogh Erzsébet (Galánta, 1743. november 20.–Galánta, 1750. május 26.)[9]
- Balogh Jozefa Erzsébet Borbála Margit (Pozsony, 1757. március 18.–?)[10]
- gróf Balogh Ferenc Xaver Gyula Lipót Mihály László (Pozsony, 1753. szeptember 3.–?)*[11]